# 愛知130の山
愛知の130山（あいちの130ざん）とは、2003年に風媒社が刊行した、「新・こんなに楽しい愛知の130山」にて紹介された、ファミリー・初心者から上級者まで、愛知県内の有名な山をまとめた130山のリスト
。

## 一覧
- 尾張富士 (275m、犬山市)
- 尾張本宮山 (292m、犬山市)
- 白山 (260m、小牧市)
- 八曽山 (327m、犬山市)
- 継鹿尾山 (273m、犬山市)
- 鳩吹山 (313m、岐阜県可児市)
- 弥勒山 (437m、春日井市)
- 道樹山 (429m、春日井市)
- 山星山 (327m、瀬戸市)
- 高根山 (253m、瀬戸市)
- 岩巣山 (480m、瀬戸市)
- 三国山 (701m、豊田市)
- 東谷山 (198m、名古屋市守山区)
- 知多本宮山 (86m、常滑市)
- 富士ヶ峰 (125m、南知多町)
- 小牧山 (85m、小牧市)
- 物見山 (327m、瀬戸市)
- 猿投山 (629m、豊田市・瀬戸市)
- 蚕霊山 (434m、豊田市)
- 駒山 (855m、豊田市)
- 寧比曽岳 (1121m、豊田市)
- 筈ヶ岳 (985m、豊田市)
- 黍生山 (374m、豊田市)
- 飯盛山 (254m、豊田市)
- 十明山 (とみょうやま) (571m、豊田市)
- 六所山 (611m、豊田市)
- 炮烙山 (ほうろくさん) (683m、豊田市)
- 天下峯 (360m、豊田市)
- 村積山 (257m、岡崎市)
- 風頭山 (ふうとうさん) (597m、岡崎市)
- 京ヶ峰 (365m、岡崎市)
- 桑谷山 (くわがいやま) (435m、岡崎市)
- 万灯山 (まんとうやま) (146m、西尾市)
- 茶臼山 (290m、西尾市)
- 三ヶ根山 (321m、額田郡幸田町・西尾市・蒲郡市)
- 八嶽山 (やたけさん) (1140m、北設楽郡豊根村・下伊那郡天龍村)
- 袖山岳 (1187m、北設楽郡豊根村・下伊那郡天龍村)
- 日本ヶ塚山 (1107m、北設楽郡豊根村)
- 猿ヶ鼻 (550m・北設楽郡豊根村)
- 茶臼山 (1416m、北設楽郡豊根村) - 愛知県最高峰
- 萩太郎山 (1358m、北設楽郡豊根村)
- 神野山 (かんのさん) (938m、北設楽郡東栄町・豊根村)
- 御園富士 (909m、北設楽郡東栄町・豊根村)
- 大岩岳 (935m、北設楽郡東栄町・豊根村)
- 小岩岳 (985m、北設楽郡東栄町・豊根村)
- 離山 (917m、北設楽郡豊根村)
- 大笹山 (853m、北設楽郡東栄町)
- 軒山 (のきやま) (717m、北設楽郡東栄町)
- 古戸山 (ふつとやま) (760m、北設楽郡東栄町)
- 御殿山 (789m、北設楽郡東栄町)
- 白岩山 (630m、北設楽郡東栄町)
- 尾籠岩山 (おろういわやま) (710m、北設楽郡東栄町)
- 丸山 (1161m、北設楽郡設楽町・下伊那郡根羽村)
- 白鳥山 (968m、北設楽郡設楽町)
- 大峠 (954m、北設楽郡設楽町・東栄町・豊根村)
- 三国山 (1162m、豊田市)
- 押山 (773m、豊田市)
- 水晶山 (780m、豊田市)
- 夏焼城ヶ山 (なつやけじょうがさん) (889m、豊田市)
- 中当城ヶ山 (なかとうじょうがさん) (918m、豊田市)
- 井山 (1195m、豊田市・北設楽郡設楽町)
- 天狗棚 (1240m、北設楽郡設楽町)
- 碁盤石山 (1189m、北設楽郡設楽町)
- 古町高山 (1055m、北設楽郡設楽町)
- 岩伏山 (982m、北設楽郡設楽町)
- 月ヶ平 (938m、豊田市)
- 内平 (なかひら) (802m、豊田市・北設楽郡設楽町)
- 鷹ノ巣山 (通称：段戸山) (1153m、北設楽郡設楽町)
- 出来山 (1052m、豊田市・北設楽郡設楽町)
- 岩岳 (1052m、北設楽郡設楽町)
- 仏庫裡 (ぶっくり) (1072m、北設楽郡設楽町)
- 大野山 (805m、北設楽郡設楽町)
- 寒狭山 (さぶさやま) (945m、北設楽郡設楽町)
- 鹿島山 (912m、北設楽郡設楽町)
- 大鈴山 (1012m、北設楽郡設楽町・東栄町)
- 平山明神山 (970m、北設楽郡設楽町)
- 岩古谷山 (いわこややま) (799m、北設楽郡設楽町)
- 鞍掛山 (883m、北設楽郡設楽町)
- 笹頭山 (ささのずやま) (760m、北設楽郡設楽町)
- 焼松 (804m、北設楽郡設楽町)
- 宇連山 (うれさん) (929m、新城市)
- 明神山 (みょうじんさん) (1016m、北設楽郡設楽町、東栄町)
- 高畑 (762m、新城市)
- 棚山 (758m、新城市)
- 鳳来寺山 (695m、新城市)
- 鍵掛山 (588m、新城市)
- 高土山 (583m、新城市)
- 鳶ノ巣山 (とびのすやま) (706m、新城市・静岡県浜松市北区)
- 瀬戸山 (515m、新城市)
- 鉛山 (461m、新城市)
- 浅間山 (644m、新城市・静岡県浜松市北区)
- 弓張山 (679m、新城市・静岡県浜松市北区)
- 城山 (じょうやま) (656m、新城市)
- 大森山 (514m、新城市)
- 上の浅間山 (かみのせんげんざん) (519m、新城市・静岡県浜松市北区)
- 下の浅間山 (しものせんげんざん) (479m、新城市・静岡県浜松市北区)
- 竜頭山 (りゅうずさん) (752m、新城市)
- 彦坊山 (538m、新城市)
- 御岳山 (663m、新城市)
- 巴山 (719m、新城市・岡崎市)
- 本宮山 (789m、岡崎市・豊川市・新城市)
- 雁峰山 (がんぽうさん) (628m、新城市)
- 常寒山 (とこさぶやま) (482m、新城市)
- 舟着山 (ふなつけさん) (427m、新城市)
- 風切山 (356m、新城市)
- 腕扱山 (うでこきやま) (128m、新城市)
- 富幕山 (とんまくやま) (563m、新城市・静岡県浜松市北区)
- 金山 (423m、新城市・静岡県浜松市北区)
- 雨生山 (うぶさん) (313m、新城市・静岡県浜松市北区)
- 吉祥山 (382m、新城市・豊橋市)
- 西蔵 (482m、豊川市・岡崎市)
- 観音山 409m
- 額堂山 421m
- 宮路山 (361m、豊川市)
- 五井山 (454m、蒲郡市・豊川市)
- 御堂山 364m
- 砥神山 252m
- 遠望峰山 (とぼねやま) 443m
- 聖山 328m
- 坊ヶ峰 (446m、豊橋市・静岡県浜松市北区)
- 富士見岩 (415m、豊橋市・静岡県浜松市北区・湖西市)
- 石巻山 (358m、豊橋市)
- 神石山 (325m、豊橋市・静岡県湖西市)
- 蔵王山 (250m、田原市)
- 衣笠山 (278m、田原市)
- 滝頭山 (256m、田原市)
- 藤尾山 (207m、田原市)
- 雨乞山 (233m、田原市)
- 稲荷山 (100m、田原市)
- 大山 (328m、田原市)